# Open de France (badminton)
Pour le tournoi de golf, voir Open de France.
Pour les articles homonymes, voir IFB.
L'Open de France de badminton, officiellement connu comme les Internationaux de France de badminton ou IFB (ou French Open à l'international), est un tournoi international annuel créé en décembre 1908 à Dieppe. Il est organisé par la Fédération française de badminton (FFBAD).
Classée en Super 750, cette étape du BWF World Tour fait partie des dix plus grands tournois de la saison. L'Arena Porte de la Chapelle accueille la compétition depuis son ouverture en 2024.

## Historique
Longtemps itinérant, le tournoi s'installe à Paris en 1989 dans la halle Georges-Carpentier (13e arrondissement).
Après une année d'interruption, le tournoi intègre en 2007 le tout nouveau circuit des BWF Super Series créé par la Fédération mondiale de badminton (BWF), un ensemble de douze tournois mondiaux parmi les plus importants au monde. Les Yonex Internationaux de France de Badminton (naming lié au sponsoring) emménagent alors au stade Pierre-de-Coubertin (16e arrondissement de Paris).
En 2018, la BWF réorganise son circuit mondial qui prend le nom de BWF World Tour, les IFB sont alors classés en catégorie Super 750 avec une dotation minimale de 700 000 $, ce qui dorénavant en fait l'un des huit plus grands tournois de la saison.
En 2023, les IFB sont exceptionnellement délocalisés à la Glaz Arena de Cesson-Sévigné (Ille-et-Vilaine) afin d'éviter la concurrence avec la coupe du monde de rugby à XV 2023.
Retour à Paris l'année suivante, où l'édition 2024 est avancée au mois de mars afin de tester la nouvelle Arena Porte de La Chapelle qui accueille les épreuves de badminton aux Jeux olympiques de Paris.

## Palmarès

### XXesiècle
| 1908      | Frank Chesterton       | Margaret Larminie      | Frank Chesterton Stewart Marsden Massey | Margaret Larminie Lavinia Clara Radeglia | Frank Chesterton Margaret Larminie          |                |                |
| 1909      | Frank Chesterton       | Lavinia Clara Radeglia | George Alan Thomas Guy A. Sautter       | Margaret Larminie Mary K. Bateman        | George Alan Thomas Mary K. Bateman          |                |                |
| 1910      | George Alan Thomas     | Lavinia Clara Radeglia | George Alan Thomas Guy A. Sautter       | Lavinia Clara Radeglia Mary K. Bateman   | George Alan Thomas Mary K. Bateman          |                |                |
| 1911      | George Alan Thomas     | Lavinia Clara Radeglia | George Alan Thomas Guy A. Sautter       | Lavinia Clara Radeglia Mary K. Bateman   | Guy A. Sautter Lavinia Clara Radeglia       |                |                |
| 1912      | George Alan Thomas     | Lavinia Clara Radeglia | George Alan Thomas A. Gardner           | Lavinia Clara Radeglia C. Ropert         | George Alan Thomas Lavinia Clara Radeglia   |                |                |
| 1913      | George Alan Thomas     | Lavinia Clara Radeglia | B. L. Bisgood Robert McCallum           | Lavinia Clara Radeglia Mary K. Bateman   | George Alan Thomas Lavinia Clara Radeglia   |                |                |
| 1914 1934 | Pas de tournoi         | Pas de tournoi         | Pas de tournoi                          | Pas de tournoi                           | Pas de tournoi                              | Pas de tournoi | Pas de tournoi |
| 1935      | Ralph Nichols          | Betty Uber             | Ralph Nichols G. J. Fish                | Betty Uber Diana Doveton                 | Ralph Nichols Diana Doveton                 |                |                |
| 1936      | Ian Maconachie         | Marian Horsley         | Ian Maconachie K. Smedley               | Margaret Tragett Marian Horsley          | Ian Maconachie Marian Horslay               |                |                |
| 1937      | Ian Maconachie         | Mavis Green            | Ian Maconachie K. Smedley               | Daphne Young Mavis Green                 | D. E. Kenyon Mavis Green                    |                |                |
| 1938      | Ian Maconachie         | Daphne Young           | Ian Maconachie K. Smedley               | Daphne Young Mavis Green                 | Ian Maconachie Mavis Green                  |                |                |
| 1939      | A. S. Samuel           | Mavis Green            | A. S. Samuel C. C. Rickets              | K. R. Davidson Mavis Green               | C. C. Ricketts Mavis Green                  |                |                |
| 1940      | Henri Pellizza         | Yvonne Girard          | Henri Pellizza René Gathier             | Yvonne Girard Madeleine Girard           | Henri Pellizza Madeleine Girard             |                |                |
| 1941      | Michel Marret          | Yvonne Girard          | Michel Marret René Mathieu              | Yvonne Girard Madeleine Girard           | Michel Marret Madeleine Girard              |                |                |
| 1942      | Yves Baudoin           | Yvonne Girard          | Michel Marret René Mathieu              | Yvonne Girard Madeleine Girard           | Michel Marret Madeleine Girard              |                |                |
| 1943      | Henri Pellizza         | Yvonne Girard          | Michel Marret Henri Pellizza            | Yvonne Girard Madeleine Girard           | Michel Marret Madeleine Girard              |                |                |
| 1944      | Henri Pellizza         | Yvonne Girard          | Michel Marret Henri Pellizza            | Yvonne Girard Madeleine Girard           | Henri Pellizza Simone Pellizza              |                |                |
| 1945      | Ozzie H. Hilton        | Yvonne Girard          | Ozzie H. Hilton Jacques Rozier          | Yvonne Girard Madeleine Girard           | Ozzie H. Hilton Claude Carvallo             |                |                |
| 1946      | Henri Pellizza         | Yvonne Girard          | Jean Bardsley                           | Michel Marret Henri Pellizza             | Yves Baudoin Yvonne Girard                  |                |                |
| 1947      | James Hone             | Lucy Barlow            | S. G. Bell James Hone                   | Mavis Henderson Lucy Barlow              | James Hone Mavis Henderson                  |                |                |
| 1948      | Palle Granlund         | Mavis Henderson        | Niels Graeffe Bent Palling              | Mavis Henderson Audrey Stone             | James Hone Mavis Henderson                  |                |                |
| 1949      | Eddy L. Choong         | A. Lehmeier            | Foo Sun Lau Yet Sun Lau                 | Mavis Henderson Audrey Stone             | Eddy L. Choong A. Lehmeier                  |                |                |
| 1950      | Eddy L. Choong         | Audrey Blathwayt       | Eddy L. Choong John Newland             | Audrey Blathwayt M. Crombie              | Eddy L. Choong Audrey Stone                 |                |                |
| 1951      | Ong Poh Lim            | Betty Grace            | Ong Poh Lim Ismail bin Marjan           | Queenie Webber Audrey Stone              | Eddy B. Choong Queenie Webber               |                |                |
| 1952      | Eddy B. Choong         | Audrey Stone           | Eddy L. Choong Eddy B. Choong           | Mavis Henderson Audrey Stone             | Eddy B. Choong Queenie Webber               |                |                |
| 1953      | Eddy B. Choong         | Aase Schiøtt Jacobsen  | Eddy L. Choong Eddy B. Choong           | Aase Schiøtt Jacobsen Annelise Petersen  | Eddy B. Choong Jenifer Peters               |                |                |
| 1954      | Alistair McIntyre      | Elisabeth O'Beirne     | Ralph Nichols Geoffrey J. Fish          | Elisabeth O'Beirne Marie Rose Wyatt      | Ralph Nichols Elisabeth O'Beirne            |                |                |
| 1955      | S. D. McLean           | A. Durst               | Pierre Lenoir Ghislain Vasseur          | Yvonne Girard Mireille Laurent           | S. D. McLean H. Laing                       |                |                |
| 1956      | G. E. Rowlands         | M. McIntosh            | A. C. Bahrée C. L. Yap                  | B. Forrester M. McIntosh                 | A. J. Malone M. B. Forrester                |                |                |
| 1957      | Ferry Sonneville       | Sheila Ryder           | Eddy L. Choong Ferry Sonneville         | S. Wyatt R. Page                         | Eddy L. Choong Sonia Cambril                |                |                |
| 1958      | Peter Knack            | Pratuang Pattabongs    | O. Nyberg R. Olsson                     | Pratuang Pattabongs Julie Charles        | R. Olsson Ingrid Dahlberg                   |                |                |
| 1959      | Lie Kin Tat            | P. S. Wheating         | Lie Kin Tat J. Lim                      | Mireille Laurent M. Sharp                | A. Nyberg Mireille Laurent                  |                |                |
| 1960      | Ferry Sonneville       | R. A. Rabey            | Heah Hock Heng J. Lim                   | Audrey Stone Ursula H. Smith             | Ferry Sonneville Yvonne Theresia Sonneville |                |                |
| 1961      | Erland Kops            | Hanne Jensen           | Finn Kobberø Erland Kops                | R. A. Rabey J. Brennan                   | Erland Kops Hanne Jensen                    |                |                |
| 1962      | Charoen Wattanasin     | Tan Gaik Bee           | Finn Kobberø Erland Kops                | Bent Nielsen Tan Gaik Bee                | Finn Kobberø Tan Gaik Bee                   |                |                |
| 1963      | Lie Kin Tat            | Irmgard Latz           | Heinz Honegger Torkild Nielsen          | Irmgard Latz Imre Rietveld               | C. Harvey J. Brennan                        |                |                |
| 1964      | Oon Chong Jin          | Imre Rietveld          | Oon Chong Teik Oon Chong Jin            | Julie Charles Imre Rietveld              | Oon Chong Jin Julie Charles                 |                |                |
| 1965      | Pas de tournoi         | Pas de tournoi         | Pas de tournoi                          | Pas de tournoi                           | Pas de tournoi                              | Pas de tournoi | Pas de tournoi |
| 1966      | Ang Tjin Siang         | Imre Rietveld          | Ang Tjin Siang Wong Pek Shen            | Julie Charles Imre Rietveld              | Erland Kops Marianne Svensson               |                |                |
| 1967      | Lee Kin Tat            | Gerda Schuhmacher      | Willi Braun Detlef Würfel               | Julie Charles Imre Rietveld              | Klaus Tetenberg Gudrun Ziebold              |                |                |
| 1968      | Sture Johnsson         | Eva Twedberg           | Horst Lösche Gerhard Kucki              | Eva Twedberg Karin Dittberner            | Herman Leidelmeijer Lili ter Metz           |                |                |
| 1969      | Elo Hansen             | Julie Rickard          | Oon Chong Hau Koh Kheng Siong           | Julie Rickard A. J. Glenie               | Elo Hansen L. Horvid                        |                |                |
| 1970      | Pas de tournoi         | Pas de tournoi         | Pas de tournoi                          | Pas de tournoi                           | Pas de tournoi                              | Pas de tournoi | Pas de tournoi |
| 1971      | Torsten Winter         | Brigitte Pothoff       | Torsten Winter Hugo Wilmes              | Brigitte Pothoff June Jacques            | Klaus Steden Brigitte Pothoff               |                |                |
| 1972      | Herman Moens           | Margaret Gardner       | Holger Rode Edelwald Rumpel             | Margaret Gardner Yveline Hue             | Per Walsøe Yveline Hue                      |                |                |
| 1973      | Tage Nielsen           | Lene Büchert           | Peter Bullivant William Kidd            | Lene Büchert Kirsten Kjaerbye            | Søren Willandsen Vibeke Brisson             |                |                |
| 1974      | David Hunt             | Margaret Gardner       | David Hunt Peter Penneket               | Margaret Gardner Patricia Assinder       | Daniel Gosset Kirsten Ballisager            |                |                |
| 1975      | David Hunt             | Yu Yuk Geor            | David Hunt Peter Penneket               | Lim Shour Yu Yuk Geor                    | David Hunt Patricia Assinder                |                |                |
| 1976      | Peter Penneket         | Yu Yuk Geor            | David Hunt Peter Penneket               | Lim Shour Yu Yuk Geor                    | Kung Fu Lim Shour                           |                |                |
| 1977      | David Hunt             | Inge Rozemeijer        | Duncan Bridge Brian Keeling             | Sylvia Robbe Inge Rozemeijer             | David Hunt Patricia Assinder                |                |                |
| 1978      | Gregor Berden          | Alison Bryson          | Andy Goode Richard Purser               | Elizabeth Adam M. Jack                   | Richard Purser Patricia Assinder            |                |                |
| 1979      | Andy Goode             | Alison Bryson          | Roland Maywald Karl-Heinz Zwiebler      | Ingrid Morsch Vera Martini               | Karl Heinz Zwiebler Ingrid Morsch           |                |                |
| 1980      | Gert Helsholt          | Pia Nielsen            | Peter Holm Hans Olaf Birkholm           | MarieLuisa Zizman Liselotte Blumer       | Peter Holm Pia Nielsen                      |                |                |
| 1981      | Steve Baddeley         | Svetlana Belyasova     | Andy Goode Steve Baddeley               | Svetlana Belyasova Vart Pogosyan         | Nigel Tier Alison Fulton                    |                |                |
| 1982      | Ahmed Zubair           | Denyse Julien          | Bob MacDougall Mark Freitag             | Johanne Falardeau Linda Cloutier         | Bob MacDougall Johanne Falardeau            |                |                |
| 1983      | Vimal Kumar            | Alison Fulton          | Partho Ganguli Vikram Singh             | Alison Fulton Jill Benson                | Stefan Frey Mechtild Hagemann               |                |                |
| 1984      | Vimal Kumar            | Wendy Poulton          | Jan de Mulder Eddy van Herbruggen       | Wendy Poulton Corinne Sonnet             | Eddy van Herbruggen Wendy Poulton           |                |                |
| 1985      | Kim Brodersen          | Maria Henning          | Kim Brodersen Claus Thomsen             | Maria Henning Lilian Johansson           | Lars Noies Dorthe Lynge                     |                |                |
| 1986      | Kim Brodersen          | Julie McDonald         | Kerrin Harrison Glenn Stewart           | Anne Méniane Catherine Lechalupé         | Graeme Robson Julie McDonald                |                |                |
| 1987      | Ib Frederiksen         | Kim Yun-ja             | Lee Deuk-choon Kim Moon-soo             | Chung Myung-hee Hwang Hye-young          | Park Joo-bong Kim Yun-ja                    |                |                |
| 1988      | Icuk Sugiarto          | Hwang Hye-young        | Park Joo-bong Sung Han-kuk              | Chung Myung-hee Hwang Hye-young          | Park Joo-bong Chung So-young                |                |                |
| 1989      | Xiong Guobao           | Li Lingwei             | Li Yongbo Tian Bingyi                   | Sun Yiaoqing Zhou Lei                    | Wang Pengren Shi Fangjing                   |                |                |
| 1990      | Foo Kok Keong          | Hwang Hye-young        | Park Joo-bong Kim Moon-soo              | Chung Myung-hee Hwang Hye-young          | Kim Moon-soo Chung So-young                 |                |                |
| 1991      | Jaimie Dawson          | Doris Piché            | Yap Yee Hup Yap Yee Guan                | Katrin Schmidt Kerstin Ubben             | Michael Keck Anne Katrin Seid               |                |                |
| 1992      | Zhengwen Wan           | Doris Piché            | Li Yongbo Tian Bingyi                   | Rhonda Chator Anna Lao                   | Liu Jianjun Wang Xiaoyuan                   |                |                |
| 1993      | Hendrawan              | Yao Yan                | Denny Kantono Antonius Ariantho         | Yao Fen Lin Yanfen                       | Aryono Miranat Eliza Nathanael              |                |                |
| 1994      | Pas de tournoi         | Pas de tournoi         | Pas de tournoi                          | Pas de tournoi                           | Pas de tournoi                              | Pas de tournoi | Pas de tournoi |
| 1995      | George Rimarcdi        | Elena Rybkina          | Sigit Budiarto Dicky Purwotsugiono      | Margit Borg Maria Bengtsson              | Thomas Stavngaard Anne Søndergaard          |                |                |
| 1996      | Kenneth Jonassen       | Marina Andrievskaya    | Michael Keck Dharma Gunawi              | Brenda Conijn Nicole van Hooren          | Jesper Larsen Majken Vange                  |                |                |
| 1997      | Chris Bruil            | Kelly Morgan           | Tony Gunawan Victor Wibowo              | Cynthia Tuwankotta Etty Tantri           | Peter Jeffrey Sarah Hardaker                |                |                |
| 1998      | Niels Christian Kaldau | Aparna Popat           | Jan Jørgensen (de) Ove Svejstrup (de)   | Hui-Min Tsai Li-Chin Chen                | Norbert van Barneveld Lotte Jonathans       |                |                |
| 1999      | Chen Gang              | Zhou Mi                | Anthony Clark Ian Sulivan               | Qin Yiyuan Gao Ling                      | Chen Gang Qin Yiyuan                        |                |                |

### XXIesiècle
| 2000                     | Siddharth Jain                                       | Takako Ida                                           | Keita Masuda Tadashi Ohtsuka                         | Hong Qian Li Xu                                      | Chong Ming Chan Joanna Swee Ling Quay                |                                                      |                                                      |
| 2001                     | Abhinn Shyam Gupta                                   | Brenda Beenhakker                                    | Vincent Laigle Svetoslav Stoyanov                    | Erica van den Heuvel Nicole Van Hooren               | Chris Bruil Lotte Jonathans                          |                                                      |                                                      |
| 2002                     | Luo Yigang                                           | Xie Xingfang                                         | Cheng Rui Wang Wei                                   | Zhang Yawen Zhao Tingting                            | Zheng Bo Zhang Yawen                                 |                                                      |                                                      |
| 2003                     | Marc Zwiebler                                        | Hongyan Pi                                           | Joachim Fischer Nielsen Carsten Mogensen             | Yoshiko Iwata Miyuki Tai                             | Frida Andreasson Jorgen Olsson                       |                                                      |                                                      |
| 2004                     | Chen Jin                                             | Hongyan Pi                                           | Gan Teik Chai Koo Kien Keat                          | Du Jing Yu Yang                                      | Xie Zhongbo Yu Yang                                  |                                                      |                                                      |
| 2005                     | Stanislav Pukhov                                     | Hongyan Pi                                           | Simon Mollyhus Anders Kristiansen                    | Élodie Eymard Weny Rahmawati                         | Nabil Lasmari Eny Widiowati                          |                                                      |                                                      |
| 2006                     | Pas de tournoi                                       | Pas de tournoi                                       | Pas de tournoi                                       | Pas de tournoi                                       | Pas de tournoi                                       | Pas de tournoi                                       | Pas de tournoi                                       |
| BWF Super Series         |                                                      |                                                      |                                                      |                                                      |                                                      |                                                      |                                                      |
| 2007                     | Lee Chong Wei                                        | Xie Xingfang                                         | Cai Yun Fu Haifeng                                   | Wei Yili Zhang Yawen                                 | Flandy Limpele Vita Marissa                          |                                                      |                                                      |
| 2008                     | Peter Gade                                           | Wang Lin                                             | Markis Kido Hendra Setiawan                          | Du Jing Yu Yang                                      | He Hanbin Yu Yang                                    |                                                      |                                                      |
| 2009                     | Lin Dan                                              | Wang Yihan                                           | Markis Kido Hendra Setiawan                          | Ma Jin Wang Xiaoli                                   | Nova Widianto Liliyana Natsir                        |                                                      |                                                      |
| 2010                     | Taufik Hidayat                                       | Wang Yihan                                           | Mathias Boe Carsten Mogensen                         | Duanganong Aroonkesorn Kunchala Voravichitchaikul    | Sudket Prapakamol Saralee Thungthongkam              |                                                      |                                                      |
| 2011                     | Lee Chong Wei                                        | Wang Xin                                             | Jung Jae-sung Lee Yong-dae                           | Wang Xiaoli Yu Yang                                  | Joachim Fischer Nielsen Christinna Pedersen          |                                                      |                                                      |
| 2012                     | Daren Liew                                           | Minatsu Mitani                                       | Lee Yong-dae Ko Sung-hyun                            | Ma Jin Tang Jinhua                                   | Ma Jin Xu Chen                                       |                                                      |                                                      |
| 2013                     | Jan Ø. Jørgensen                                     | Wang Shixian                                         | Marcus Fernaldi Gideon Markis Kido                   | Bao Yixin Tang Jinhua                                | Zhang Nan Zhao Yunlei                                |                                                      |                                                      |
| 2014                     | Chou Tien-chen                                       | Wang Shixian                                         | Mathias Boe Carsten Mogensen                         | Wang Xiaoli Yu Yang                                  | Tontowi Ahmad Liliyana Natsir                        |                                                      |                                                      |
| 2015                     | Lee Chong Wei                                        | Carolina Marín                                       | Lee Yong-dae Yoo Yeon-seong                          | Huang Yaqiong Tang Jinhua                            | Ko Sung-hyun Kim Ha-na                               |                                                      |                                                      |
| 2016                     | Shi Yuqi                                             | He Bingjiao                                          | Mathias Boe Carsten Mogensen                         | Chen Qingchen Jia Yifan                              | Zheng Siwei Chen Qingchen                            |                                                      |                                                      |
| 2017                     | Srikanth Kidambi                                     | Tai Tzu-ying                                         | Lee Jhe-huei Lee Yang                                | Greysia Polii Apriyani Rahayu                        | Tontowi Ahmad Liliyana Natsir                        |                                                      |                                                      |
| BWF World Tour Super 750 |                                                      |                                                      |                                                      |                                                      |                                                      |                                                      |                                                      |
| 2018                     | Chen Long                                            | Akane Yamaguchi                                      | Han Chengkai Zhou Haodong                            | Mayu Matsumoto Wakana Nagahara                       | Zheng Siwei Huang Yaqiong                            |                                                      |                                                      |
| 2019                     | Chen Long                                            | An Se-young                                          | Marcus Fernaldi Gideon Kevin Sanjaya Sukamuljo (en)  | Lee So-hee (en) Shin Seung-chan                      | Praveen Jordan Melati Daeva Oktavianti               |                                                      |                                                      |
| 2020,                    | Édition annulée en raison de la pandémie de Covid-19 | Édition annulée en raison de la pandémie de Covid-19 | Édition annulée en raison de la pandémie de Covid-19 | Édition annulée en raison de la pandémie de Covid-19 | Édition annulée en raison de la pandémie de Covid-19 | Édition annulée en raison de la pandémie de Covid-19 | Édition annulée en raison de la pandémie de Covid-19 |
| 2021                     | Kanta Tsuneyama (en)                                 | Akane Yamaguchi                                      | Ko Sung-hyun Shin Baek-cheol (en)                    | Lee So-hee Shin Seung-chan                           | Yuta Watanabe Arisa Higashino                        |                                                      |                                                      |
| 2022                     | Viktor Axelsen                                       | He Bingjiao                                          | Satwiksairaj Rankireddy (en) Chirag Shetty (en)      | Tan Pearly (en) Thinaah Muralitharan (en)            | Zheng Siwei Huang Yaqiong                            |                                                      |                                                      |
| 2023,                    | Jonatan Christie                                     | Chen Yufei                                           | Kim Astrup Anders S. Rasmussen (en)                  | Liu Shengshu Tan Ning                                | Jiang Zhenbang (en) Wei Yaxin (en)                   |                                                      |                                                      |
| 2024                     | Shi Yuqi                                             | An Se-young                                          | Satwiksairaj Rankireddy Chirag Shetty                | Chen Qingchen Jia Yifan                              | Feng Yanzhe Huang Dongping                           |                                                      |                                                      |

## Résultats par nation
Mis à jour après l'édition 2024
|       | Pays                           | Simple hommes | Simple dames | Double hommes | Double dames | Double mixte | Total |
| ----- | ------------------------------ | ------------- | ------------ | ------------- | ------------ | ------------ | ----- |
| 1     | Angleterre                     | 15            | 26           | 18            | 28           | 23           | 110   |
| 2     | Chine                          | 10            | 13           | 5             | 17           | 13           | 58    |
| 3     | Danemark                       | 12            | 5            | 12,5          | 2,5          | 12           | 44    |
| 4     | France                         | 6             | 9            | 8             | 11,5         | 7,5          | 42    |
| 5     | Malaya Malaisie                | 13            | 1            | 11,5          | 1,5          | 4,5          | 31,5  |
| 6     | Indonésie                      | 8             |              | 8,5           | 2            | 7,5          | 26    |
| 7     | Corée du Sud                   |               | 5            | 7             | 5            | 4            | 21    |
| 8     | Allemagne de l'Ouest Allemagne | 3             | 3            | 6             | 3            | 5            | 20    |
| 9     | Pays-Bas                       | 1             | 4            |               | 6            | 3            | 14    |
| 10    | Écosse                         | 2             | 4            |               | 1,5          | 2,5          | 10    |
| 11    | Inde                           | 5             | 1            | 3,5           |              |              | 9,5   |
| 12    | Japon                          | 1             | 4            | 1             | 2            | 1            | 9     |
| 12    | Taïwan Taipei chinois          | 1             | 3            | 1             | 3            | 1            | 9     |
| 14    | Suède                          | 1             | 3            | 1             | 2,5          | 1            | 8,5   |
| 15    | Canada                         | 1             | 3            | 1             | 1            | 1            | 7     |
| 15    | État libre d'Irlande Irlande   | 3             |              | 3             |              | 1            | 7     |
| 17    | Thaïlande                      | 1             | 1            |               | 1,5          | 1            | 4,5   |
| 18    | Belgique                       | 1             |              | 1             | 0,5          | 1,5          | 4     |
| 18    | Union soviétique Russie        | 1             | 2            |               | 1            |              | 4     |
| 20    | Nouvelle-Zélande               | 1             |              | 1,5           |              | 1            | 3,5   |
| 21    | Australie                      |               | 1            |               | 1            | 0,5          | 2,5   |
| 21    | Singapour                      | 2             |              | 0,5           |              |              | 2,5   |
| 23    | Pays de Galles                 | 1             | 1            |               |              |              | 2     |
| 24    | Espagne                        |               | 1            |               |              |              | 1     |
| 24    | Hong Kong                      |               | 1            |               |              |              | 1     |
| 24    | Pakistan                       | 1             |              |               |              |              | 1     |
| 24    | Suisse                         |               |              | 0,5           | 0,5          |              | 1     |
| 24    | Yougoslavie                    | 1             |              |               |              |              | 1     |
| 29    | Bulgarie                       |               |              | 0,5           |              |              | 0,5   |
| Total | Total                          | 91            | 91           | 91            | 91           | 91           | 455   |